# Salvadera

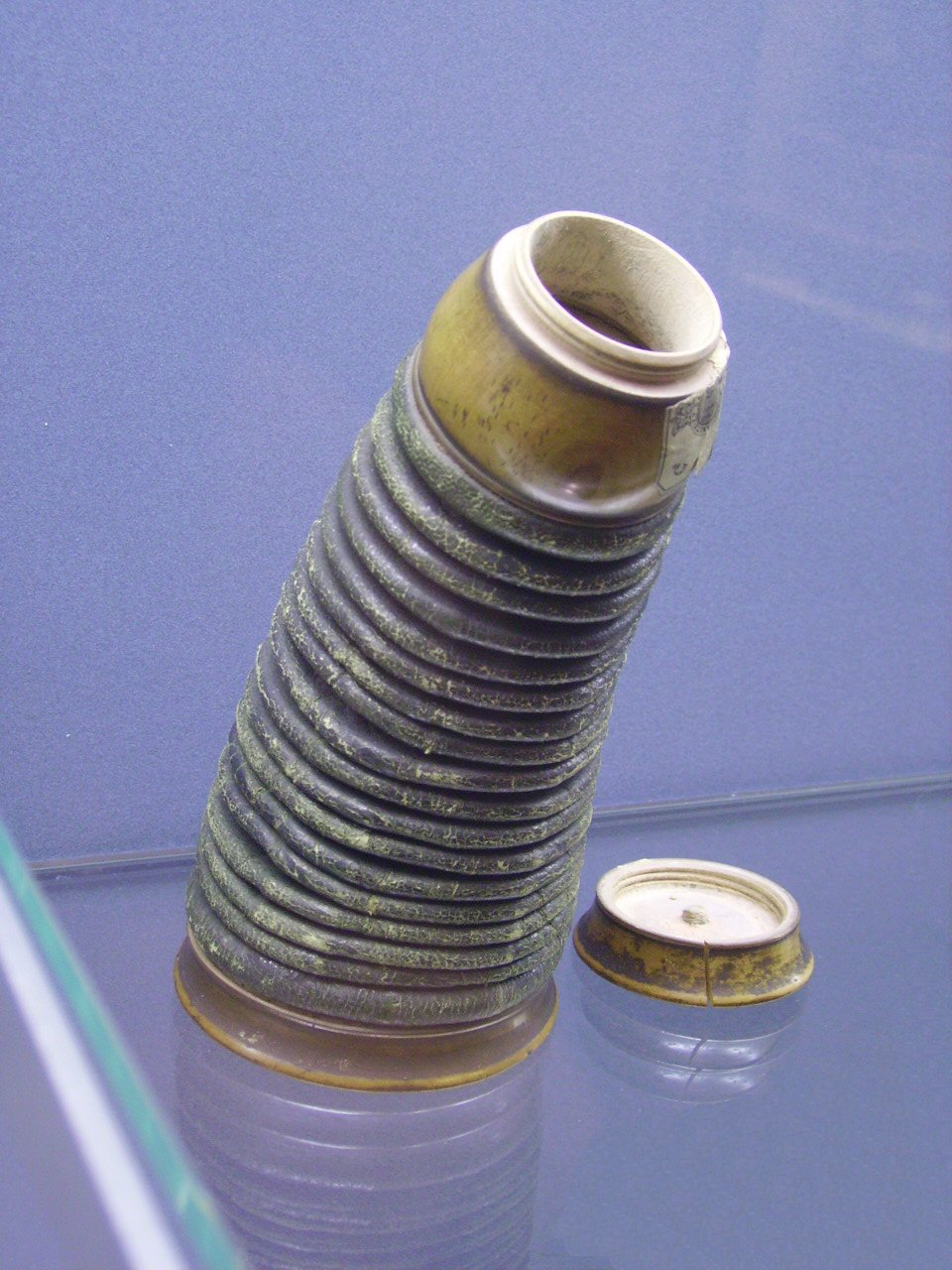
Una salvadera en el Museo de la Ciencia de Londres

Una  salvadera, era un pequeño recipiente parecido a un salero, que servía para conservar la arena secante. Las  salvaderas solían tener las tapas cóncavas para que fuera más fácil volver a poner la arena dentro del recipiente.

## Arena secante
La arena secante era una arena fina que se espolvoreaba sobre la tinta húmeda, para acelerar su secado, en la época previa a la invención del papel secante. Esta arena fina se preparaba a partir de sustancias como sal finamente molida, arena o polvo de minerales blandos, tales como talco o calcita. Una mezcla de goma sandáraca y piedra pómez o concha triturada sirve como arena secante. Esta mezcla también se puede utilizar como apresto para el papel o ciertos tejidos.